# Copa Governador de Mato Grosso de 2013
A Copa Governador de Mato Grosso de 2013 foi uma edição do torneio de futebol realizado pela Federação Matogrossense de Futebol de 22 de agosto até novembro daquele ano. Foi disputada por seis times. O campeão ganhou o direito de participar da Copa do Brasil de 2014.

## Formato
Na primeira fase, as seis equipes foram divididas em dois grupos de 3. Jogam em turno e returno, todos contra todos dentro do próprio grupo. Os dois primeiros colocados avançam às semifinais, em jogos de ida e volta. Os dois vencedores foram às finais, disputadas também em jogos de ida e volta.

## Critérios de desempate

### 1ª Fase
1. Maior número de vitórias
2. Maior saldo de gols
3. Maior número de gols pró (marcados)
4. Maior número de pontos no confronto direto
5. Maior saldo de gols no confronto direto
6. Sorteio

### Fases finais
1. Maior número de pontos
2. Maior saldo de gols
3. Disputa de pênaltis

## Equipes participantes
| Equipe             | Cidade             | Estádio        | Capacidade | Títulos               |
| ------------------ | ------------------ | -------------- | ---------- | --------------------- |
| Luverdense         | Lucas do Rio Verde | Passo das Emas | 6 000      | 3 (2004, 2007 e 2011) |
| Mixto              | Cuiabá             | Dutrinha       | 3 500      | 1 (2012)              |
| Operário           | Várzea Grande      | Dutrinha       | 3 500      | 1 (2005)              |
| Rondonópolis       | Rondonópolis       | Caldeirão      | 18 000     | 0 (Nenhum)            |
| Sorriso            | Sorriso            | Toca do Lobo   | 5 000      | 0 (Nenhum)            |
| União Rondonópolis | Rondonópolis       | Caldeirão      | 18 000     | 0 (Nenhum)            |

## Primeira fase

### Grupo A
| 1 | Mixto      | 6 | 4 | 1 | 3 | 0 | 6 | 2  | 4  |
| 2 | Luverdense | 6 | 4 | 1 | 3 | 0 | 3 | 2  | 1  |
| 3 | Sorriso    | 2 | 4 | 0 | 2 | 2 | 4 | 10 | -6 |